# Окитоа
Окитоа (исп. Oquitoa) — посёлок в Мексике, штат Сонора, входит в состав одноимённого муниципалитета и является его административным центром. Численность населения, по данным переписи 2020 года, составила 474 человека.

## Топонимика
Название Oquitoa с языка индейцев пима можно перевести как — белая женщина.

## История
Поселение было основано в 1689 году миссионерами-иезуитами во главе с Эусебио Франсиско Кино под названием Сан-Антонио-де-Окитоа.